# Javier Antón
Javier Antón (Santurtzi, 25 de maig de 1980) és un actor basc. És conegut pel seu treball als programes de televisió Vaya Semanita (on fa el paper d'El Jonan) i a Euskolegas (on fa d'Alex Ufarte, el Donostiarra).

## Filmografia
- Obaba.
- La biblioteca.
- No temas el invierno.
- Café solo.
- La noche Escorpión.

## Televisió
- Vaya Semanita. (2005 - Actualitat)
- Zoombados (ETB).
- El show de… (ETB).
- Campus. (2000)
- Euskolegas. (2009)

## Teatre
- Cocidito madrileño.
- El príncipe y la corista
- A tres bandas.
- Los babiosos.
- La pequeña Lola.
- Gaviotas Subterráneas.
- Bilbao, Bilbao.
- El largo adiós.
- Porno.
- Usted.